# Чанчибадзе, Порфирий Георгиевич
Порфи́рий Гео́ргиевич Чанчиба́дзе (13 (26) декабря 1901, Озургеты — 14 марта 1950, Москва) — советский военачальник, Герой Советского Союза (19.04.1945). гвардии генерал-полковник (2.07.1945).

## Биография
Порфирий Георгиевич Чанчибадзе родился в городе Озургеты (Ныне — город Озургети, Гурия, Республика Грузия). Грузин.

Могила П. Г. Чанчибадзе на Новодевичьем кладбище Москвы.

В Красной Армии с октября 1921 года. В 1922 году окончил Грузинскую объединённую военную школу красных командиров в Тифлисе. Ещё будучи курсантом этой школы, в декабре 1922 года участвовал в уничтожении вооружённых отрядов полковника К. И. Чолокашвили в Хевсуретии. С декабря 1922 года служил во 2-м Грузинском стрелковом полку 1-й Грузинской стрелковой дивизии Кавказской Краснознамённой армии: командир взвода, с августа 1924 — командир роты, с сентября 1927 — помощник начальника штаба 2-го Грузинского стрелкового полка. В это же время в ноябре-декабре 1924 года участвовал в подавлении антисоветского восстания в Сванетии, а в 1929 году — в борьбе с вооруженными формированиями в Аджарии. Также с сентября 1926 года учился на повторных курсах усовершенствования комсостава в Ташкенте, по окончании которых в 1927 году вернулся в свой полк.
В октябре 1930 года направлен на Дальний Восток, назначен помощником начальника штаба 9-го колхозного стрелкового полка 3-й колхозной стрелковой дивизии Особого колхозного корпуса Особой Краснознамённой Дальневосточной армии, с апреля 1932 года командовал батальоном в этом полку. С июля 1932 года служил в 69-й стрелковой дивизии 18-го стрелкового корпуса ОКДВА: командир батальона, врид командира 207-го стрелкового полка, командир 206-го стрелкового полка. В декабре 1939 года направлен на учёбу, в 1940 году окончил Высшие стрелково-тактические курсы усовершенствования комсостава пехоты «Выстрел». После их окончания вернулся в июле 1940 года на пост командира 120-го стрелкового полка (бывший 206-й стрелковый полк) на Дальневосточном фронте. Член ВКП(б) с 1930 года.

## Великая Отечественная война
Начало Великой Отечественной войны полковник Чанчибадзе встретил в должности командира 120-го стрелкового полка, переброшенного в июле 1941 года с Дальневосточного на Западный фронт. В июле 1941 года назначен командиром 107-й мотострелковой дивизии, которая в составе 30-й армии сражалась в Смоленском сражении, с октября 1941 года оборонялась, а с декабря 1941 года перешла в контрнаступление в ходе битвы под Москвой. За успешное выполнение сложных заданий командования и проявленные при этом мужество и героизм дивизия была переименована во 2-ю гвардейскую мотострелковую (12.01.1942). В дальнейшем дивизия участвовала в Ржевско-Вяземской и Ржевско-Сычёвской наступательных операциях. 23 октября 1942 года 2-я гвардейская мотострелковая дивизия переименована в 49-ю гвардейскую стрелковую дивизию и отведена на доукомплектование.
В ноябре 1942 года генерал-майор П. Г. Чанчибадзе назначен командиром 13-го гвардейского стрелкового корпуса входившего в состав 2-й гвардейской армии. Корпус воевал на Сталинградском, Южном и 4-м Украинском фронтах, участвовал в Сталинградской битве, Ростовской, Миусской, Донбасской, Мелитопольской, Крымской фронтовых наступательных операциях. Генерал-майор (13.05.1942), генерал-лейтенант (25.09.1943).
4 июня 1944 года возглавил 2-ю гвардейскую армию на 2-м Прибалтийском и 3-м Белорусском фронтах. Решительно и смело руководил ею в Шяуляйской, Мемельской и Восточно-Прусской наступательных операциях. Командовал армией при штурме Кёнигсберга.
Указом Президиума Верховного Совета СССР от 19 апреля 1945 года за умелое управление войсками армии при штурме Кёнигсберга противника и проявленные при этом мужество и отвагу генерал-лейтенанту Чанчибадзе Порфирию Георгиевичу присвоено звание Героя Советского Союза с вручением ордена Ленина и медали «Золотая Звезда».
24 июня 1945 года генерал-лейтенант П. Г. Чанчибадзе участвовал в Параде Победы в Москве.

## Послевоенное время
После расформирования 2-й гвардейской армии в сентябре 1945 года генерал-полковник П. Г. Чанчибадзе состоял в распоряжении Главного управления кадров НКО СССР. С марта 1946 года — командир 11-го стрелкового корпуса. В 1948 году окончил Высшие академические курсы при Высшей военной академии имени К. Е. Ворошилова. С июня 1948 года — командир 13-го гвардейского стрелкового корпуса в Горьковском военном округе.
Скончался 14 марта 1950 года. Похоронен в Москве на 4-м участке Новодевичьего кладбища.

## Награды
- Медаль «Золотая Звезда» Героя Советского Союза (19.04.1945, медаль № 6286);
- два ордена Ленина (21.02.1945, 19.04.1945);
- три ордена Красного Знамени (1936, 2.01.1942, 3.11.1944);
- орден Суворова 1-й степени (16.05.1944);
- орден Суворова 2-й степени (14.02.1943);
- орден Кутузова 2-й степени (17.09.1943);
- орден Богдана Хмельницкого 2-й степени (19.03.1943);
- орден Красной Звезды (08.1936);
- медали.

## Благодарности, объявленные в Приказах Верховного Главнокомандующего
За годы войны П. Г. Чанчибаде приказами Верховного Главнокомандующего были объявлены девять благодарностей.
- За прорыв обороны противника на Перекопе, Сиваше и овладение Джанкоем (11 апреля 1944 года).
- За освобождение города Евпатория (13 апреля 1944 года).
- За освобождение города Севастополя (10 мая 1944 года).
- За освобождение города Шяуляй (27 июля 1944 года).
- За прорыв обороны противника (8 октября 1944 года).
- За форсирование рек Дайме и Прегель и овладение городами (23 января 1945 года).
- За овладение городами Восточной Пруссии (4 февраля 1945 года).
- За овладение городом Прейс-Эйлау (10 февраля 1945 года).
- За разгром восточно-прусской группы немецких войск юго-западнее Кёнигсберга (29 марта 1945 года).

## Память
- Именем командарма Чанчибадзе названы улицы в Тбилиси и Кутаиси.
- Его именем назван большой рыболовный траулер типа БАТМ «Порфирий Чанчибадзе».
- В Озургети и Надзаладевском районе Грузинской ССР были установлены бюсты Героя Советского Союза генерал-полковника П. Г. Чанчибадзе.
- В Калининграде и Озургети установлены мемориальные доски.

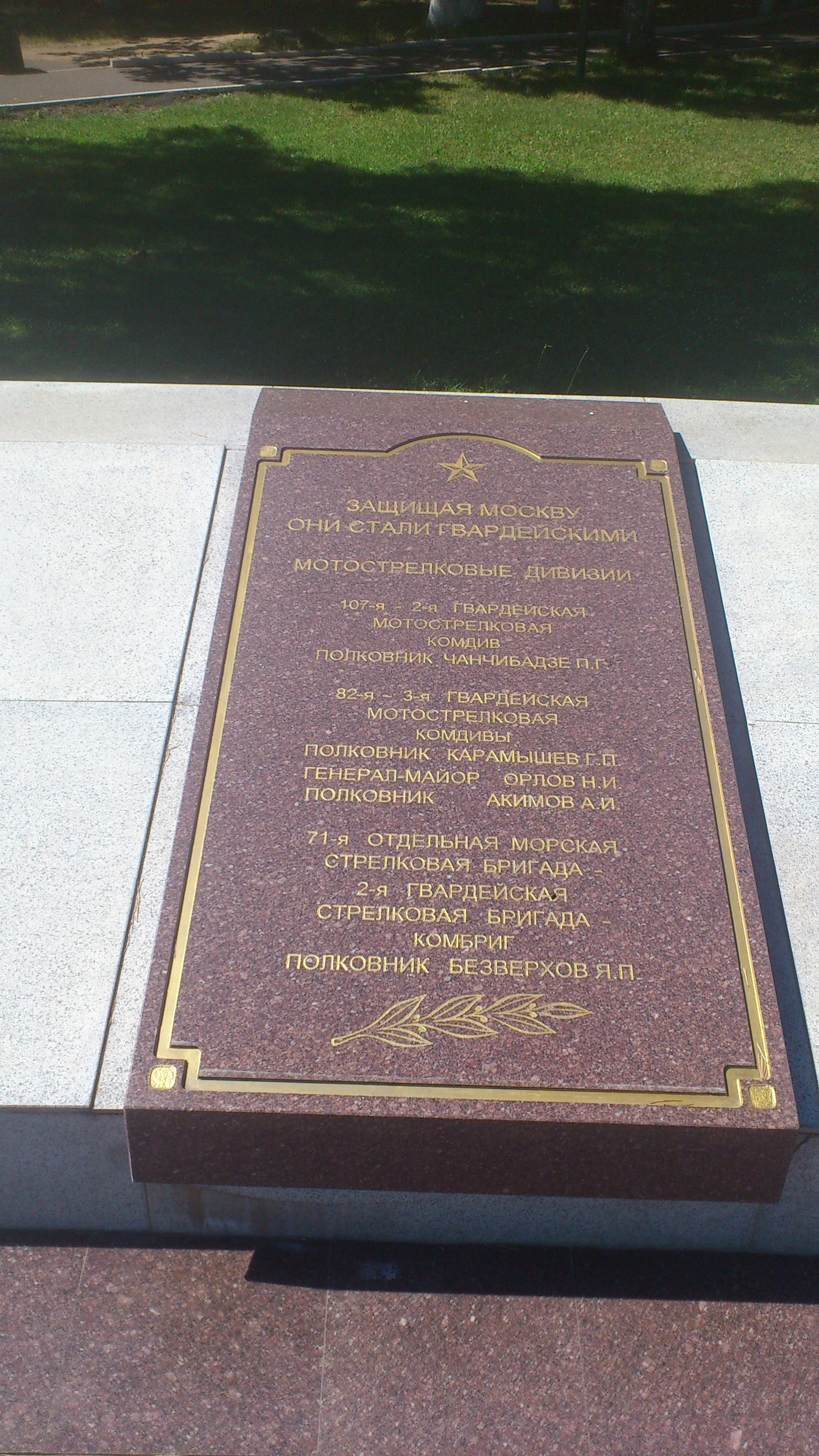
Имя комдива 2 гв. мсд П. Г. Чанчибазде упомянуто на плите мемориального комплекса «Воинам-сибирякам».
Мемориальный комплекс «Воинам-сибирякам», Ленино-Снегирёвский военно-исторический музей.

## В воспоминаниях современников
О нём очень лестно отзывался генерал Антонов.... Он называл его блестящим тактиком и отчаянно смелым человеком. Впервые Порфирий Георгиевич отличился под Сталинградом, командуя сначала 49-й гвардейской стрелковой дивизией, а затем 13-м гвардейским стрелковым корпусом, во главе которого прошел с боями от берегов Волги до Севастополя. Хорошо говорил о генерале Чанчибадзе и маршал А. М. Василевский.
— Герой Советского Союза  Маршал Советского Союза Баграмян И. Х. Так шли мы к победе. - М: Воениздат, 1977.- С.365.

Меня радушно встретил на своем КП полковник П. Г. Чанчибадзе. Крепко сложенный южанин произвел приятное впечатление. По тому, как почтительно обращались к нему подчиненные, можно было понять, что комдив пользуется большим авторитетом. ... П. Г. Чанчибадзе показал себя бесстрашным командиром. Он на своей автомашине носился с одного участка на другой, появлялся там, где складывалось наиболее тяжелое положение, воодушевлял своим мужеством подчиненных.— Ротмистров П. А. Стальная гвардия. — М.: Воениздат, 1984. — 272 с. — (Военные мемуары). — Глава 2: «Суровые испытания».